# Sellerie
Sellerie (Apium) ist eine Pflanzengattung innerhalb der Familie der Doldenblütler (Apiaceae). Die 17 bis 30 Arten sind hauptsächlich in den gemäßigten Gebieten der Nordhalbkugel verbreitet. Insbesondere der Echte Sellerie (Apium graveolens), meist einfach Sellerie (früher und regional auch Eppich) genannt, findet als Nutz- und Heilpflanze Verwendung.

## Beschreibung

### Vegetative Merkmale
Die Sellerie-Arten wachsen als ein- oder zweijährige, krautige Pflanzen. Die Sprossachse ist kahl, aufrecht, gezahnt und gerillt. Das Wurzelsystem besteht aus einer häufig verdickten Pfahlwurzel und dünnen Nebenwurzeln. Einige Arten bilden auch horizontal verlaufende Rhizome aus, aus denen dünne Wurzeln austreiben.
Die einfach gefiederten, wechselständigen Laubblätter sind gestielt mit häutchenartigen Blattscheiden.

### Generative Merkmale
Die doppeldoldigen Blütenstände sind locker bis annähernd kompakt, wenigstrahlig, und die Döldchen enthalten wenige Blüten. Es sind gewöhnlich kurze Blütenstiele vorhanden.
Die Blüten sind radiärsymmetrisch mit doppelter Blütenhülle. Kelchzähne fehlen. Die weißen oder grünlich-gelben Kronblätter sind eiförmig bis fast rund, mit verjüngtem, eingeschnittenem oberen Ende. Die Griffel sind kurz und unten konisch verdickt.
Die Spaltfrüchte sind kugelig oder ellipsoid und an beiden Enden abgerundet sowie seitlich eingedrückt. Sie sind deutlich fünfrippig. Die Samen sind flach.
Die Chromosomengrundzahl beträgt x = 11; es liegt meist Diploidie mit einer Chromosomenzahl von 2n = 22 vor.

## Etymologie
Der Name Sellerie ist aus dem lombardischen selleri, dem Plural zu sellero entlehnt. Dort stammt es über das spätlateinisch selīnum von griechisch sélinon, σέλινον (Sellerie, Eppich, Silge, Selge) ab. Österreichisch und bairisch „Zeller(er)“ sind aus norditalienisch seler entlehnt.

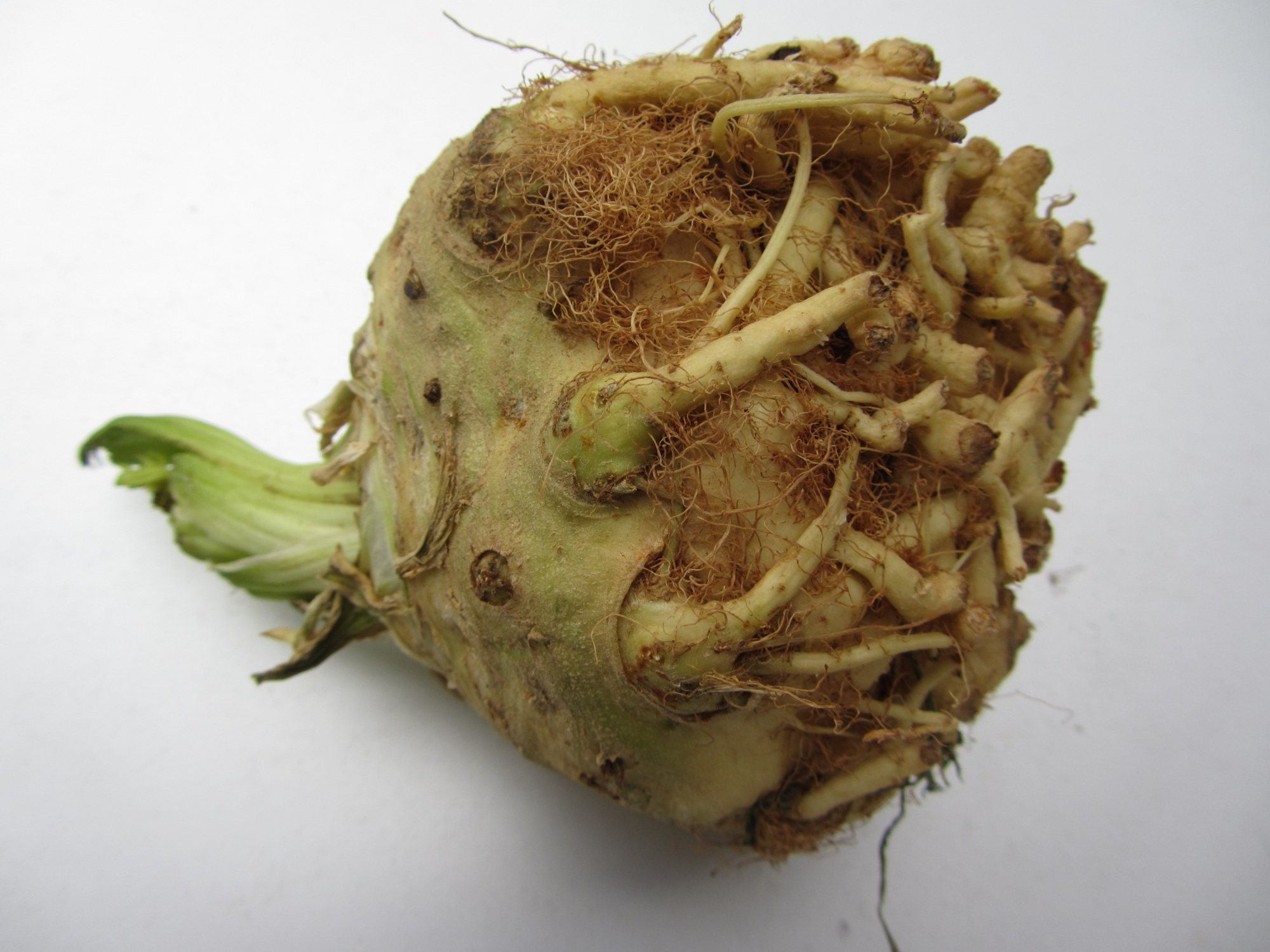
Sellerieknolle

## Systematik und Verbreitung
Die Gattung Apium wurde 1753 durch Carl von Linné in Species Plantarum, 1, Seite 264 aufgestellt. Typusart ist Apium graveolens L. Je nach Autor sind Synonyme für Apium L. nom. cons.: Celeri Adans. ex Britton, Critamus Hoffm., Helodium Dumort., Helosciadium W.D.J.Koch, Laoberdes Raf., Lavera Raf., Mauchartia Neck., Panulia Baill., Selinon Adans.
Die Gattung Apium gehört zur Tribus Apieae in der Unterfamilie Apioideae innerhalb der Familie der Apiaceae. Molekulargenetische Untersuchungen aus dem Jahr 2000 ergaben jedoch, dass die Gattung wahrscheinlich nicht monophyletisch ist, sondern mit den eng verwandten Gattungen Berula und Naufraga zusammengefasst werden müsste.
Die Gattung Apium ist auf beiden Hemisphären in den gemäßigten Gebieten verbreitet, hauptsächlich aber auf der Nordhalbkugel. In den Tropen wurden nur im Gebirge kleine Vorkommen gefunden.
Zur Gattung Apium gehören je nach Autor 15 bis 30 Arten:
- Apium annuum P.S.Short: Sie kommt nur im südlichen bis südwestlichen Australien vor.[7]
- Apium australe Thouars: Sie kommt in Argentinien und Chile vor.[9]
- Apium chilense Hook. & Arn. (Syn.: Apium flexuosum Phil.): Sie kommt in Chile und auf den Juan-Fernández-Inseln vor.[7]
- Apium commersonii DC.: Sie kommt in Argentinien und in Uruguay vor.[9]
- Apium decumbens Eckl. & Zeyh.: Sie kommt in Südafrika vor.[9]
- Apium divaricatum (Walter) Alph.Wood (Syn.: Spermolepis divaricata (Walter) Raf.): Sie kommt in Mexiko vor.[7]
- Apium echinatum Benth. & Hook. f. ex S.Watson (Syn.: Spermolepis echinata (Nutt. ex DC.) A.Heller): Sie kommt im nördlichen Mexiko vor.[7]
- Apium fernandezianum Johow: Dieser Endemit kommt nur auf den Juan-Fernandez-Inseln vor.[7]
- Echter Sellerie (Apium graveolens L.): Sie kommt wild in Europa, Nordafrika und Vorder- bis Zentralasien vor.
- Apium insulare P.S.Short: Dieser Endemit kommt nur auf den australischen Inseln in der Bass-Straße sowie Lord-Howe-Insel vor.[7]
- Apium larranagum M.Hiroe (Syn.: Apium maritimum Larrañaga): Sie kommt nur in Uruguay vor.[7]
- Apium panul (Bertero ex DC.) Reiche (Syn.: Apium andinum Phil., Apium angustilobum (Phil.) Reiche, Apium apioides (Phil.) Reiche, Apium panul var. araucanum (Phil.) Reiche, Apium peucedanoides (C.Presl ex DC.) Reiche, Apium philippii H.Wolff, Apium pimpinellifolium (Phil.) Reiche): Sie kommt im westlichen bis südlichen Argentinien und in Chile vor.[9][7]
- Apium prostratum Labill. ex Vent.: Sie kommt in Australien, Neuseeland, Argentinien, Brasilien, Uruguay und Chile vor.[9][7]
- Apium sellowianum H.Wolff: Sie kommt von Bolivien bis Brasilien und dem nördlichen Argentinien vor.[7]

Naturhybriden sind:
Apium ×longipedunculatum (F.W.Schultz) Rothm.: Sie kommt in Westeuropa vor.
Apium ×moorei (Syme) Druce: Sie kommt in Großbritannien und in Irland vor.
Je nach Autor nicht zur Gattung Apium gehören:
- Apium butleri S. Watson → Ammoselinum butleri (Engelm. ex S.Watson) J.M.Coult. & Rose[7]
- Apium laciniatum (DC.) Urb. → Cyclospermum laciniatum (DC.) Constance[7]
- Feinblättriger Sellerie (Cyclospermum leptophyllum (Pers.) Sprague ex Britton & P.Wilson, Syn.: Apium leptophyllum (Pers.) F.Muell. ex Benth.)[7]
- Apium patens (Nutt. ex DC.) S.Watson → Spermolepis inermis (Nutt. ex DC.) Mathias & Constance[7]
- Apium petroselinum L. → Petersilie (Petroselinum crispum (Mill.) Fuss)[7]
- Apium popei (Torr. & A.Gray) A.Gray → Ammoselinum popei Torr. & A.Gray[7]
- Apium ventricosum H.Boissieu → Sium ventricosum (H.Boissieu) Li S.Wang & M.F.Watson[7]

Nicht zur Gattung Apium gehören die seit 2020 sechs Arten der 2010 reaktivierten Gattung Helosciadium W.D.J.Koch:
- Apium bermejoi L.Llorens → Helosciadium bermejoi (L.Llorens) Popper & M.F.Watson[10][11]
- Apium crassipes (W.D.J.Koch ex Rchb.) Rchb. f. → Helosciadium crassipedatum St.-Lag.[10][11]
- Flutender Sellerie (Helosciadium inundatum (L.) W.D.J.Koch, Syn.: Apium inundatum Rchb. f.)[10][11]
- Helosciadium milfontinum Fern.Prieto, Pinto-Cruz, Nava & Cires: Sie wurde 2020 erstbeschrieben.[12]
- Knotenblütiger Sellerie (Helosciadium nodiflorum (L.) W.D.J.Koch, Syn.: Apium nodiflorum (L.) Lag.)[10][11]
- Apium nodiflorum  subsp. mairei Molina Abril &  Sardinero → Helosciadium nodiflorum subsp. mairei (Molina Abril & Sard.Rosc.) Stinca & Motti[13]
- Kriechender Sellerie (Helosciadium repens (Jacq.) W.D.J.Koch, Syn.: Apium repens (Jacq.) Lag.)[10][11]

## Nutzung
Als Gemüse und Heilpflanze wird vor allem Echter Sellerie verwendet. Sellerie diente bereits im antiken Griechenland als Nahrungsmittel. Im Mittelalter wurde Sellerie meist Eppich oder lateinisch Apium genannt. Damit waren neben dem Echten Sellerie („Apium commune“) gelegentlich auch Großer Wasserfenchel („Apium ranarum vel reninum“) und andere Wasserfenchelarten („Apium risus“ oder „Apium silvestre“,) sowie Scharbockskraut („Apium emorroidarum“, der sogenannte Feigblatteppich), möglicherweise auch weitere Arten gemeint. Für Apium silvestre (auch Apium risus und „Wilder Eppich“ genannt) kommen im Mittelalter Ranunculus-Arten wie (ursprünglich im Süden) Ranunculus asiaticus und (im Norden) Ranunculus sceleratus, Ranunculus flammula und Ranunculus aquatilis in Betracht.
Der Sellerie wird aufgrund des starken Geschmacks nicht nur in der zentraleuropäischen Küche gerne sehr breit zum Würzen von Soßen und Suppen auch in Form von Gewürzsalz verwendet. Da die Proteine dieser Pflanze sehr hitzeresistent sind und so beim Kochen nicht zerfallen, aber auch ein hohes Allergiepotential besitzen, gehört die Pflanze zu den häufigsten Verursachern von Lebensmittelallergien. Kreuzreaktionen mit Birke, Ambrosia und Beifuß sind aufgrund der biologischen Ähnlichkeit der drei bekannten allergieauslösenden Proteine API g1, g4 und g5 häufig.